# Chaillevois
Chaillevois è un comune francese di 200 abitanti situato nel dipartimento dell'Aisne della regione dell'Alta Francia.

## Società

### Evoluzione demografica
Abitanti censiti

## Storia
L'etimologia di Chaillevois è composta da una radice molto antica, kal, che significa "pietra" o "roccia". Così l'origine del villaggio risale ai tempi più remoti..
In effetti, sulla collina situata a nordovest del villaggio e che porta il nome di Château-Monceau, vi sono delle abitazioni sotterranee sotto la roccia calcarea che circonda il plateau (proprietà privata). Questo rifugio fu probabilmente rimaneggiato ai tempi dei Celti. Nel luogo più stretto del plateau, lato nord, era scavato un fossato il cui terreno, rigettato verso l'interno formava un bastione coronato da una collina che si elevava per una decina di metri. Questa collina, ancor oggi esistente, ma molto ridotta, è chiamata anche tombelle de Chaillevois.
È probabilmente all'epoca romana che risale la fondazione del villaggio come lo si vede oggi, ai piedi delle colline. Il villaggio è attraversato da due strade romane. Innanzitutto, il cammino da Laon verso Senlis seguiva il tracciato dell'attuale strada Laon – Anizy-le-Château. Il nome del villaggio potrebbe provenire da questa antica via che ivi passava: callis via, cammino regale. Successivamente la strada da Soissons a Ribemont entrava nel territorio di Chaillevois attraverso il parco del castello, seguiva la strada principale del villaggio, passava vicino alla chiesa e da lì si portava su Royaucourt.
Dal XII secolo, fino alla Rivoluzione, l'Haut-Chaillevois apparteneva al capitolo della Cattedrale di Laon. Il Basso Chaillevois formava con Chailvet e Royaucourt un feudo della contea di Roucy.
I Templari hanno realmente posseduto dei beni a Chaillevois tra gli anni 1149 e 1163.
Un atto in latino, datato 1149, del vescovo di Laon, Barthélemy de Jur, notifica all'ordine del Tempio la donazione fatta da Nicolas d'Espagne di tutto ciò che egli possedeva a Chaillevois (Calleviacum) e anche la donazione fatta da Burdin de Valavergny di una vigna nello stesso luogo.. Nel 1163, una carta latina di Gautier de Mortagne, vescovo di Laon, relaziona la vendita fatta a suo nipote dai Templari delle loro proprie tà di Chaillevois, consistenti in terre, case, prati, vigne e boschi.
Nel 1224 fu stabilito il comune di Chaillevois, con una carta di Anselmo di Mauny, vescovo-duca di Laon, con il consenso del capitolo della sua cattedrale.
La coltura della vigna, verosimilmente introdotta in Gallia dai Romani, era d'altra parte molto diffusa nel Laonnese. A sud di Laon, una cinquantina di villaggi, dei quali Chaillevois faceva parte, attiravano in modo particolare i borghesi e i canonici di Laon. Questi proprietari possedevano, oltre alle vigne, i boschi e i prati, delle belle abitazioni chiamate vendangeoirs, un tipo di fabbricato del tutto speciale nel Laonnese.
I vigneti si estendevano nel 1780 su 20 ettari a Chaillevois. Di conseguenza, il nome del villaggio potrebbe dovere la sua origine di cantina sulla via.
Ma i contadini impiegati sotto questa borghesia agiata avevano, a quell'epoca, per i lavori nelle vigne e nei campi, una vita dura e difficile. I cahier de doléances della parrocchia di Chaillevois, per gli stati generali del 1789, ci traccia un quadro molto commovente:
(Dai cahier de doléances della parrocchia di Chaillevois, per gli stati generali del 1789)
Questo documento, che ha goduto di un'importante notorietà, è citato e studiato in numerose pubblicazioni..
Attraverso i secoli, il villaggio ha conosciuto guerre e invasioni.
La Guerra dei cent'anni ha provocato l'assalto del villaggio da parte degli Inglesi nel 1350.
Nel 1590, le guerre di religione insanguinarono il laonese
.
La Campagna nel nord-est della Francia, nel 1814, portò nuovamente gli eserciti stranieri a Laon e dintorni. A questo proposito, durante la battaglia di Laon (9 - 10 marzo 1814), l'Imperatore Napoleone I aveva stabilito il suo quartier generale a Chavignon, ove dormì tre notti.
Egli si trovò allora in difficoltà di raggiungere, senza pericolo, il villaggio di Chivy e sloggiare il nemico a sorpresa, attaccandolo sul fianco. Ma il generale Charpentier, che aveva compiuto i suoi studi nel collegio di Laon, conosceva perfettamente la zona. Egli indicò dunque all'Imperatore un tragitto fuori mano che partiva da Chavignon, attraversava i prati della valle del fiume Ailette, attraversava il ponte d Ailes e conduceva a Chaillevois. Di là, passando per i boschi, sbucava direttamente sul villaggio di Chivy. L'Imperatore rispose favorevolmente a questa proposta e fu così che il villaggio di Chaillevois vide passare Napoleone e le sue truppe in più riprese.
Nel 1870, i Prussiani occuparono la regione.
Ed ecco nel 1914, nuovamente l'invasione. Il villaggio fu occupato per quattro anni dai Tedeschi, dal settembre 1914 all'ottobre 1918. Gli abitanti, prima di essere evacuati nell'ottobre 1917, avevano subito saccheggi, soprusi e requisizioni. Al loro ritorno, all'inizio del 1919, ritrovarono il villaggio saccheggiato e vuoto di tutto ciò che poteva essere portato via. Situato in prossimità del Chemin des Dames, il villaggio subì bombardamenti che provocarono importanti danni alle case e alla chiesa. Con un decreto del 17 ottobre 1920, il ministro della Guerra ha citato il comune di Chaillevois, insieme a diciotto comuni del cantone di Anizy-le-Château, all'ordine dell'Esercito, poi il 3 aprile 1921, gli fu assegnata la Croce di guerra francese 1914-1918.
E ancora l'occupazione tedesca dal 1939 al 1945, durante la seconda guerra mondiale. Con l'esodo e le privazioni, c'è una pagina dolorosa che gli abitanti hanno nuovamente vissuto. Il castello, restaurato negli anni 1920, è scomparso nell'agosto 1944: i Tedeschi, che lo utilizzavano come deposito di derrate alimentari, lo incendiarono prima della loro partenza.